# Ромашка (Свердловская область)
Ромашка — посёлок в городском округе Верхняя Пышма Свердловской области. Управляется Балтымским сельским советом. Площадь поселка 2,220 кв.км.

## География
Населённый пункт расположен неподалёку от восточного берега озера Балтым в 7 километрах на север от административного центра округа — города Верхняя Пышма.

## История
В 1966 г. Указом Президиума ВС РСФСР поселок детской больницы переименован в Ромашка.

## Население
| 2002 | 2010 |
| ---- | ---- |
| 121  | ↘38  |

## Инфраструктура
Посёлок разделён на шесть улиц (Балтымская, Дачная, Лесная, Набережная, Областная Больница, Озёрная) и один переулок (Озёрный).